# Liste der Monuments historiques in Gespunsart
Die Liste der Monuments historiques in Gespunsart führt die Monuments historiques in der französischen Gemeinde Gespunsart auf.

## Liste der Immobilien
| Bezeichnung    | Beschreibung | Standort                 | Kennzeichnung | Schutzstatus | Datum | Bild           |
| -------------- | ------------ | ------------------------ | ------------- | ------------ | ----- | -------------- |
| Kirche St-Rémy | 1788 erbaut  | Place de l’Église (Lage) | PA00078441    | Inscrit      | 1984  | weitere Bilder |

## Liste der Objekte
| Bezeichnung                             | Beschreibung | Standort                     | Kennzeichnung | Schutzstatus | Datum | Bild |
| --------------------------------------- | --- | ---------------------------- | ------------- | ------------ | ----- | ---- |
| Kanzel                                  | Eichenholz, bemalt, um 1800, eventuell mit älteren Teilen | in der Kirche St-Rémy (Lage) | PM08001156    | Inscrit      | 1988  |      |
| Beichtstuhl (1)                         | Eichenholz, Schmiedeeisen, Mitte des 19. Jahrhunderts | in der Kirche St-Rémy (Lage) | PM08001203    | Inscrit      | 1988  |      |
| Beichtstuhl (2)                         | Eichenholz, Schmiedeeisen, Mitte des 19. Jahrhunderts | in der Kirche St-Rémy (Lage) | PM08001204    | Inscrit      | 1988  |      |
| Skulptur Heiliger Nikolaus              | Holz, farbig gefasst und vergoldet, 19. Jahrhundert | in der Kirche St-Rémy (Lage) | PM08001205    | Inscrit      | 1988  |      |
| Skulptur Madonna mit Kind               | Holz, farbig gefasst, 18. Jahrhundert | in der Kirche St-Rémy (Lage) | PM08001315    | Inscrit      | 2015  |      |
| 70 Kirchenbänke                         | Holz, Ende des 18. Jahrhunderts | in der Kirche St-Rémy (Lage) | PM08001152    | Inscrit      | 1988  |      |
| Skulptur einer Heiligen                 | Holz, farbig gefasst | in der Kirche St-Rémy (Lage) | PM08001314    | Inscrit      | 2015  |      |
| Wandvertäfelung im rechten Seitenschiff | Holz, bemalt, 18. Jahrhundert | in der Kirche St-Rémy (Lage) | PM08001208    | Inscrit      | 1988  |      |
| Haupt- und Seitenaltäre                 | Hauptaltar: Altartisch, Tabernakel, Retabel, Baldachin und vier Skulpturen; Seitenaltäre: jeweils Altartisch und Retabel; Holz, vergoldet, Stein, Marmor, Ende des 18. Jahrhunderts | in der Kirche St-Rémy (Lage) | PM08000210    | Classé       | 1970  |      |
| Adlerpult                               | Marmor, Holz, vergoldet, Anfang des 19. Jahrhunderts | in der Kirche St-Rémy (Lage) | PM08000211    | Classé       | 1970  |      |
| Chororgel                               | Haupteintrag für PM08000706 | in der Kirche St-Rémy (Lage) | PM08000705    | Inscrit      | 1980  |      |
| Instrumentalteil der Chororgel          | aus dem 18. oder 19. Jahrhundert; ursprünglich in der Kirche St-Nicolas in Rethel                                                                                                   | in der Kirche St-Rémy (Lage) | PM08000706    | Inscrit      | 1980  |      |
| Gemälde Vision des heiligen Hubertus    | Ölfarbe auf Leinwand, erste Hälfte des 19. Jahrhunderts | in der Kirche St-Rémy (Lage) | PM08001201    | Inscrit      | 1988  |      |
| Gemälde Heiliger Eligius                | Ölfarbe auf Leinwand, erste Hälfte des 19. Jahrhunderts | in der Kirche St-Rémy (Lage) | PM08001202    | Inscrit      | 1988  |      |
| Wandvertäfelung der Taufkapelle         | Holz, Ende des 18. Jahrhunderts | in der Kirche St-Rémy (Lage) | PM08001206    | Inscrit      | 1988  |      |
| Chorgestühl                             | Eichenholz, erste Hälfte des 18. Jahrhunderts; aus dem Kloster Septfontaines in Andelot-Blancheville                                                                                | in der Kirche St-Rémy (Lage) | PM08001154    | Inscrit      | 1988  |      |
| Kreuzweg                                | 14 Gemälde; Ölfarbe auf Leinwand, Mitte des 19. Jahrhunderts | in der Kirche St-Rémy (Lage) | PM08001207    | Inscrit      | 1988  |      |
| Büste von Pierre-Louis Péchenard        | Gips, 1904 von Paul Gasq | in der Kirche St-Rémy (Lage) | PM08001296    | Inscrit      | 2010  |      |
| Zwei Familienbänke                      | Holz, bemalt, Ende des 18. Jahrhunderts | in der Kirche St-Rémy (Lage) | PM08001153    | Inscrit      | 1988  |      |
| Wandvertäfelung des Chorraums           | Eichenholz, erste Hälfte des 19. Jahrhunderts; aus dem Kloster Septfontaines in Andelot-Blancheville                                                                                | in der Kirche St-Rémy (Lage) | PM08001155    | Inscrit      | 1988  |      |